# Javier Gómez Pineda
Javier Gómez (n. el 16 de octubre de 1991 en Sogamoso, Boyacá), es un ciclista colombiano que actualmente corre para el equipo profesional colombiano de categoría Continental el Boyacá Raza De Campeones.
Ganó en el año 2010 la Vuelta de la Juventud y 2 etapas. En 2011 se hizo con la primera etapa del Clásico RCN 2011 y también ha obtenido triunfos en la Clásica Internacional de Tulcán, Clásica de El Carmen de Viboral, Vuelta a Guatemala y Vuelta a Chiriquí en Panamá.

## Palmarés
2010
- Vuelta de la Juventud de Colombia, más 1 etapa

2011
- 1 etapa del Clásico RCN

2012
- 1 etapa de la Clásica Internacional de Tulcán
- 1 etapa de la Vuelta de la Juventud de Colombia
- 1 etapa de la Vuelta a Guatemala
- 1 etapa de la Clásica de El Carmen de Viboral
- 1 etapa de la Vuelta a Chiriquí

2013
- 1 etapa de la  Vuelta a Bolivia

2015
- Vuelta a Boyacá, más 1 etapa

2017
- 2 etapas del Clásico RCN

2018
- Campeonato de Colombia de Ciclismo en Pista
  -  Plata en Persecución por equipos (junto con Miguel Flórez, Yeison Chaparro, Diego Ochoa)
  -  Plata en Scratch